# Rue Francœur
Pour les articles homonymes, voir Francoeur.
La rue Francœur est une voie située dans les quartiers de Montmartre, de Clignancourt et des Grandes-Carrières dans le 18e arrondissement de Paris.

## Situation et accès
La rue Francœur descend de la rue Caulaincourt à la rue Marcadet et, comme de nombreuses voies de la butte Montmartre, présente un fort dénivelé.
La rue Francœur est desservie par la ligne de métro 12 à la station Lamarck - Caulaincourt.

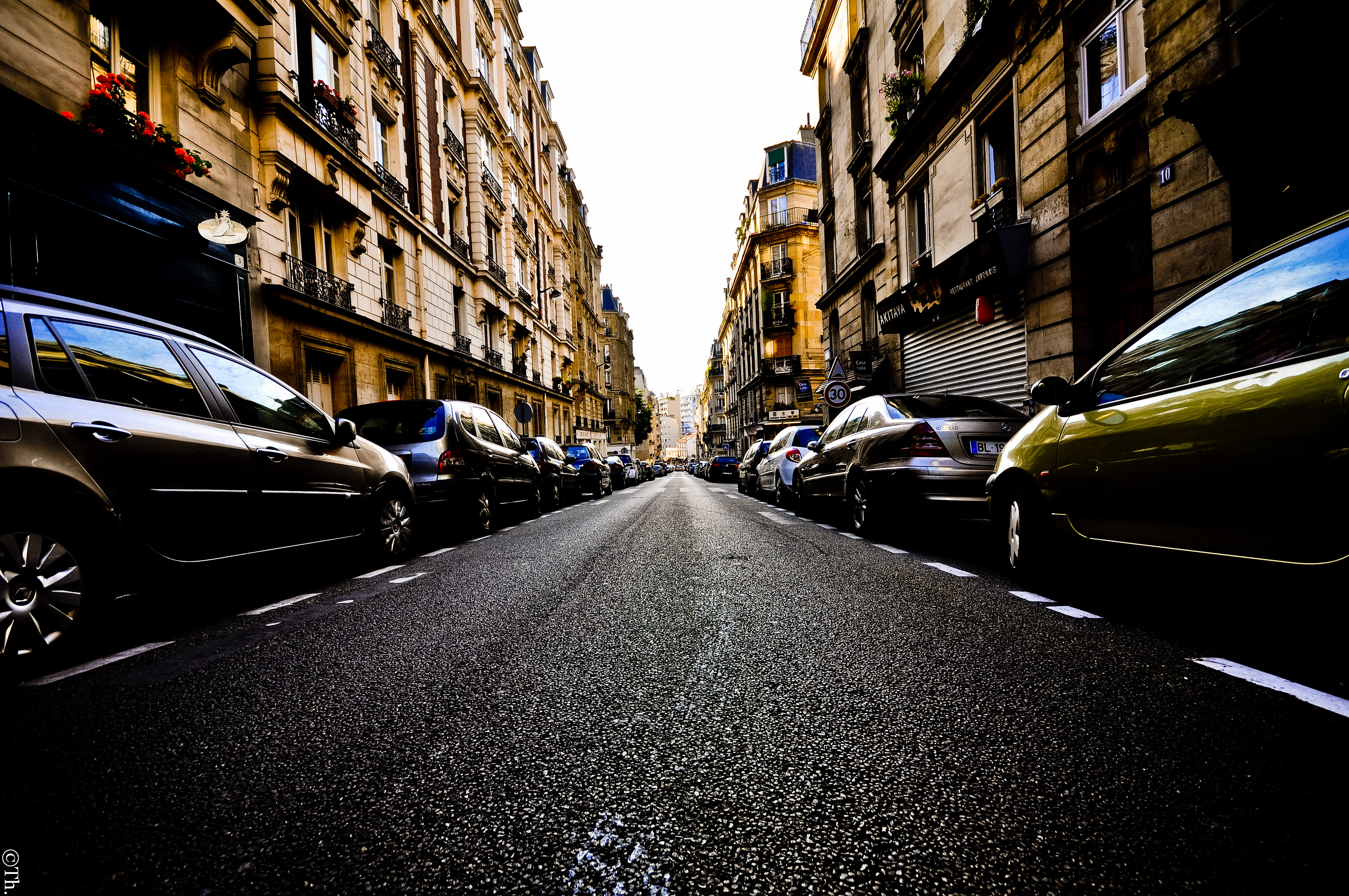
Rue Francœur en 2011.

## Origine du nom
La rue tient son nom du mathématicien Louis-Benjamin Francœur (1773-1849).

## Historique
Cette voie est ouverte par un décret du 11 août 1867 et prend sa dénomination actuelle par un décret du 10 février 1875.

## Bâtiments remarquables et lieux de mémoire
- Roland Dubuc (1924-1998), artiste peintre et sculpteur, vécut rue Francœur.
- Au no 6 se trouvent les locaux de la Fémis dans les anciens studios Francœur de Franstudio.
- Au no 8, l'Association française des directeurs de la photographie cinématographique.
- À l'angle avec la rue des Saules, le théâtre Le Funambule Montmartre.
- Au no 27, « immeuble fin ». Cet immeuble était accolé à un mur d'enceinte médiéval désormais démoli[2].

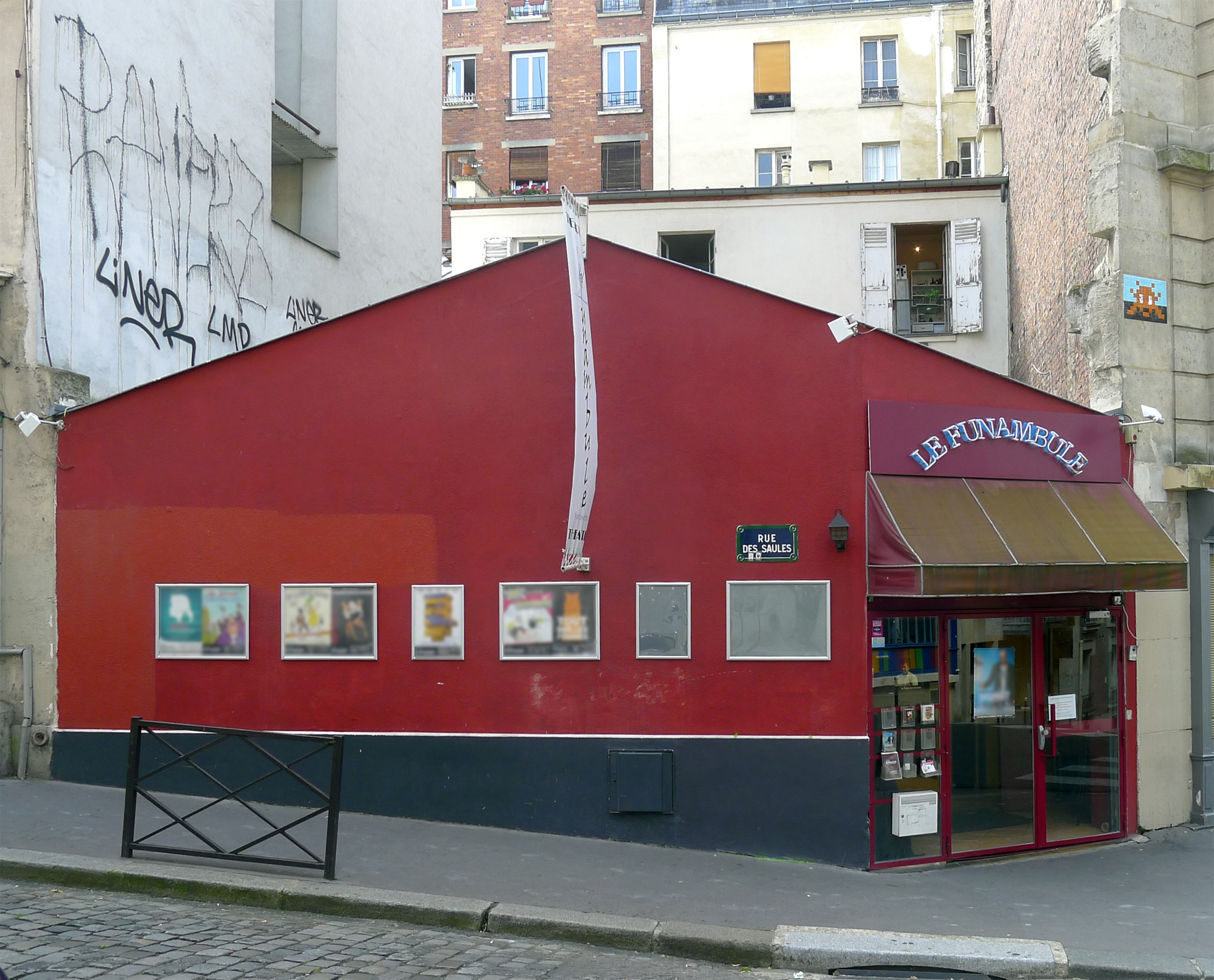
Théâtre Le Funambule Montmartre, à l'angle de la rue des Saules.
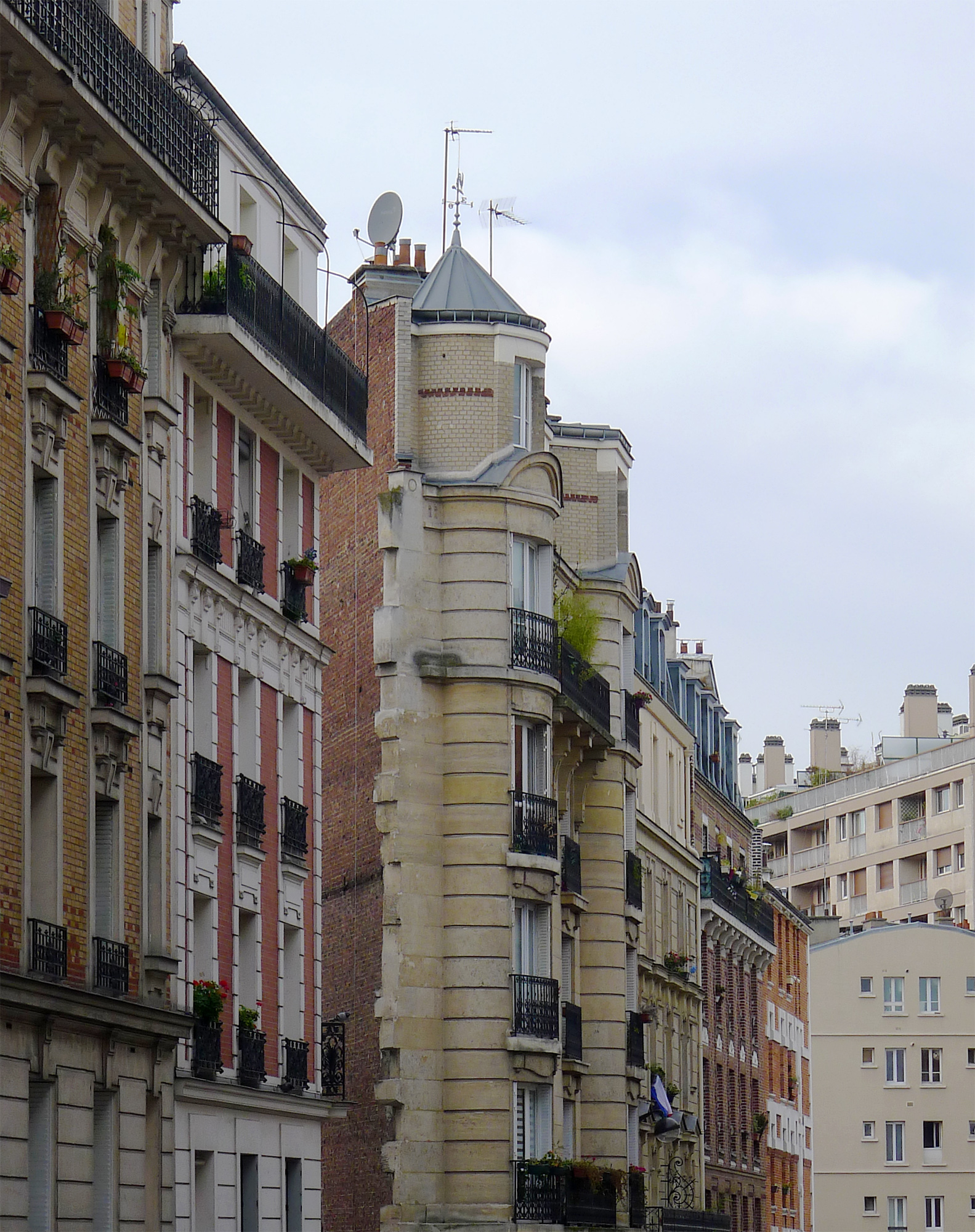
Immeubles.

### Musique
En 2008 paraît un album de chanson française, intitulé Rue Francœur. Écrite et interprétée par Pierre-Michel Sivadier, cette chanson évoque une rencontre poétique dans cette voie du 18e arrondissement.

### Cinéma
Dans le film d'animation Un monstre à Paris, le monstre éponyme est découvert par Lucille dans cette rue. C'est la raison pour laquelle elle décide de le baptiser « Francœur ».